# Venere di Hohle Fels

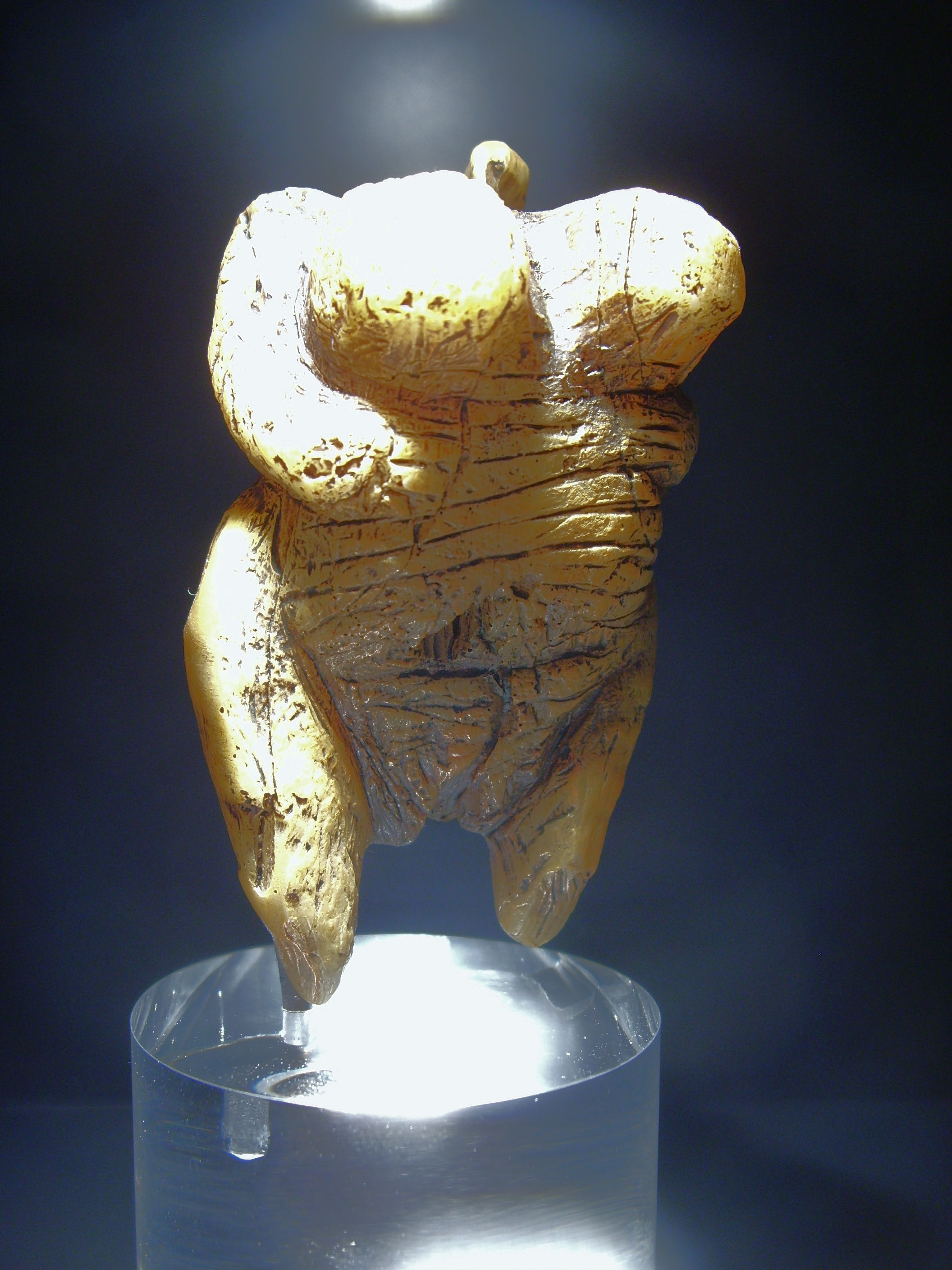
Venere di Hohle Fels

La Venere di Hohle Fels, anche conosciuta come Venere di Schelklingen, è una statuina paleolitica di una Venere, ritrovata nei pressi di Schelklingen, in Germania.

## Descrizione
La statuina di circa 6 cm, è scolpita in avorio ricavato da una zanna di mammuth. Rappresenta una figura femminile scolpita con i fianchi, i seni e la pancia molto pronunciati. È stata ritrovata precisamente in una caverna presso Schelklingen, nota come Hohle Fels, durante gli scavi del 2008 effettuati da un team dell'Università di Tubinga capeggiato dal professor Nicholas Conard, che ha descritto la scoperta su Nature.

## Datazione
È stata datata, col metodo del radiocarbonio, a un periodo che va tra i 31.000 ed i 40.000 anni fa, durante la cultura dell'Aurignaziano agli inizi del Paleolitico superiore, ed è associabile alle prime presenze dell'Homo Sapiens (Cro-Magnon) in Europa.
Si tratta della più antica rappresentazione del corpo umano di età paleolitica (Aurignaziano basale) oggi conosciuta, più antica di circa 5.000 anni rispetto alle altre "veneri" conosciute di età gravettiana.